# ビデオひろば
ビデオひろばは、日本初のビデオアート・シンポジウムおよび展覧会である「ビデオ・コミュニケーション／ドゥ・イット・ユアセルフ・キット」（1972年2月）が契機となり結成された日本のビデオアート・コレクティブである。このシンポジウムと展覧会は、マイケル・ゴールドバーグ、中谷芙二子、山口勝弘によって企画された。ビデオひろばのメンバーは、ビデオを公共圏における相互コミュニケーション技術としての可能性と制作方法を探求することに関心を持っていた。

## 歴史
ビデオひろばは、1972年3月に日本の現代美術家および実験映画作家たちによって結成された。これは、東京ソニービルにおいて開催された11日間にわたるシンポジウム「ビデオ・コミュニケーション／ドゥ・イット・ユアセルフ・キット」を契機とする。このシンポジウムは、ビデオひろばの創設メンバーである中谷芙二子とマイケル・ゴールドバーグが主導し、それぞれビデオの自己反映的およびドキュメンタリー的な特性についてのプレゼンテーションを行った。この結果、参加者による形式的な実験が行われ、シンポジウムの後半に展示された。多様な実践と芸術的背景を持つ参加者たちにとって、このシンポジウムは初めてビデオ機材に触れる機会となった。
このシンポジウムで制作された注目すべき作品の一つが、山口勝弘と小林はる江によるビデオパフォーマンス《Eat》である。この作品では、2人のパフォーマーがテーブルに座り、一方がもう一方の食事をする様子を録画し、その後役割を交代するという構成がとられた。この作品は、行為そのものとそのライブ映像を並置することで、ビデオ技術の「ライブ性」を実験的に探求したものである。
結成当初、ビデオひろばのメンバーは組織の構造について明確な合意に至らず、将来的な発展に委ねる形でその枠組みをあえて未定義のままにしていた。しかし、「ビデオテープとビデオコミュニケーションの可能性を拡張する」ことを目標とする点では一致していた。また、この名称「ビデオひろば」は山口勝弘によって命名された。「ひろば」という言葉は公共広場を意味し、公的なコミュニケーションや交流の場を想起させるものとして選ばれた。

### 共同実践
ビデオひろばのメンバーは、ポータパックカメラを共同購入し、1日あたり3。50ドルでメンバーに貸し出していた。 また、東京にオフィススペースを借り、ビデオの技術的およびコミュニケーション面の課題を検討しつつ、共同制作の可能性を模索した。ビデオひろばは、メンバーが自身の作品を発表する機会を提供するとともに、アーティストによるビデオの発展と連携するネットワークとしても機能していた。さらに、1973年6月にはナム・ジュン・パイクを東京に招き、ビデオ実践に関する広範な対話を行った。

### 晩年
結成から2年以内に、ビデオひろばのメンバーは5人の主要メンバーに絞られた。その後も活動を継続したのは、山口勝弘、川奈部信二、小林はる江、松下修、そして中谷芙二子である。彼らは自らの役割を、機材アクセスセンターとして登録メンバーへのポータパックの貸し出しを継続すること、そして地域活動や社会的統合を支援するプロジェクトチームとして機能する事と定義した。
ビデオひろばの理念とビデオ実践の育成への注力は、1980年に中谷芙二子による「ビデオギャラリーSCAN」の設立につながった。これは、ビデオひろばの解散から数年後の事である。同時期に活動していた他のビデオアートのコレクティブや組織としては、中島興による「ビデオアース東京」や、手塚一郎による「ビデオ情報センター」が挙げられる。

## Productions
1974年、中谷芙二子と川奈部信二は、マイケル・シャンバーグの1971年の著書『ゲリラ・テレビジョン』（Guerilla Television）の翻訳を美術出版社から刊行した。このテキストは、放送テレビに対する代替手段として、ビデオ制作におけるビデオひろばの実践に大きな影響を与えた。
ビデオひろばのメンバーによる作品は、展覧会に選ばれる際には個人制作のものが多いが、実際には個人作品と共同制作の両方を手掛けていた。彼らはイベントやパフォーマンスプロジェクトで協力するだけでなく、社会的関与を目的としたプロジェクトの一環としてドキュメンタリービデオの制作も行っていた。
代表的な例として挙げられるのが、1973年に横浜の経済企画庁から委託を受けて制作された「コミュニティ・ビデオ」である。このプロジェクトは山口勝弘が主導し、中谷芙二子、川奈部信二、小林はる江らビデオひろばのメンバーが参加した。プロジェクトはビデオインタビューを中心に進められ、インタビュー対象者が地域の都市計画に関する意見を複数回にわたって語り、自身のインタビューを振り返る形式をとった。この過程を通じて、参加者はインタビュー中に表明した自身の意見が結論に至っていない、時には混乱していることに気づくという成果が得られた。「コミュニティ・ビデオ」は、1972年4月に山口、中谷、小林、川奈部が新潟と水戸で行った（非政府資金による）先行的な試みが基礎となっている。また、1978年には国立市から委託を受け、小林が1年間にわたる類似プロジェクトを制作している。
ビデオひろばのメンバーは、1974年に創刊された雑誌『ビデオ・エクスプレス』を刊行するとともに、同年8月に軽井沢で「ビデオ・ゲーム・フェスティバル」を開催した。

## メンバー
オリジナルメンバーは13人
- 萩原朔美（Hagiwara Sakumi、 1946年生まれ、東京出身）
- かわなかのぶひろ（Kawanaka Nobuhiro、 1941年生まれ、東京出身）
- 小林はくどう（Kobayashi Hakudō、 1944年生まれ、宮城出身）
- 幸村真佐男（Komura Masao、 1943年生まれ、東京出身）
- 松本俊夫（Matsumoto Toshio、 1932年生まれ、愛知出身、2017年没）
- 宮井陸郎（Miyai Rikurō、 1940年生まれ、島根出身）
- 中原道孝（Nakahara Michitaka、 生年不明）
- 中谷芙二子（Nakaya Fujiko、 1933年生まれ、札幌出身）
- Shoko Matsushita (Japanese)
- 東野芳明（Tōnō Yoshiaki、 1930年生まれ、東京出身、2005年没）
- 山口勝弘（Yamaguchi Katsuhiro、 1928年生まれ、東京出身、2018年没）
- 山本圭吾（Yamamoto Keigo、 1936年生まれ、福井出身）

## グループ展と上映会
- ビデオコミュニケーション/Do-lt-Yourself Kit、 1972, Sony Building, Tokyo、 JP.
- Untitled Exhibition at Matrix International Video Conference (curated by 中谷芙二子), 1973, Vancouver, CA.[15]
- Tokyo-New York Video Express (produced by 久保田成子、 Video Hiroba and the Underground Center of the 天井桟敷 (劇団), January 1974,Tokyo, JP.[16]
- Video Kyoto 1974、 1974, Signum Gallery、 Kyoto, JP.[16]
- Video Art, 1975, Institute of Contemporary Art, University of Pennsylvania, Philadelphia, USA.[17]
- Japan Video Art Festival. 33 artists at CAYC (Curated by Jorge Glusberg), 1978, Centro de Arte y Comunicación, Buenos Aires AR.[1]
- Video from Tokyo to Fukui and Kyoto (Curated by Barbara London) 1979 Museum of Modern Art, New York City, USA.[18]
- "Japanese Video from the Lydia Modi Vitale Collection: Selected Tapes from Video Hiroba: May 4, 1980, Berkeley Art Museum and Pacific Film Archive,Berkeley,USA.[19]
- Japanese Television and Video: An Historical Survey (curated by Nakaya Fujiko) 1984 American Film Institute、 Los Angeles USA.[15]
- "Vital Signals: Japanese and American Video Art from the 1960s and 70s" October 2009, Los Angeles County Museum of Art、 Los Angeles、 USA.[20]
- "MAM Research 004: Video Hiroba - Reexamining the 1970s Experimental Video Art Group" 2016–2017 森美術館 Tokyo. JP.[21]
- Video Communication Art and Technology between Canada and Japan, 1967 -1985 (curated by Jesse Cummings), 2020, VIVO Media Arts Centre、 Vancouver、 CA.[22]